# 約翰森 (阿肯色州)
約翰遜（英語：Johnson）是一個位於美國阿肯色州華盛頓縣的城市。

## 地理
約翰遜的座標為36°08′02″N 94°09′57″W / 36.13389°N 94.16583°W，而該地的平均海拔高度為365米（即1198英尺）。

## 人口
根據2020年美國人口普查的數據，約翰遜的面積為9.44平方千米，當中陸地面積為9.36平方千米，而水域面積為0.08平方千米。當地共有人口3609人，而人口密度為每平方千米382人。